# 2009, Year of Us
2009, Year of Us – trzeci minialbum południowokoreańskiej grupy SHINee, wydany cyfrowo 19 października 2009 roku, a na płycie 22 października 2009 roku. Płyta promowana była przez dwa single: Ring Ding Dong i Jo Jo. Minialbum znalazł się na 8 miejscu koreańskiej listy przebojów ze sprzedanymi 114 474 egzemplarzami.
2009, Year of Us został wydany w Japonii 20 stycznia 2010 roku z alternatywną okładką i bonusowym DVD zawierającym teledysk i zwiastun utworu Ring Ding Dong. Album osiągnął 40 pozycję w rankingu Oricon i pozostał na liście przez 3 tygodnie, sprzedał się w nakładzie 3378.

## Lista utworów
| Nr | Tytuł                                                                                                  | Słowa                                                               | Muzyka                                         | Czas |
| -- | --- | ------------------------------------------------------------------- | ---------------------------------------------- | ---- |
| 1. | "Y.O.U (Year Of Us)"                                                                                   | Kim Young-hoo                                                       | Alex Cantrall, Don "Traxx Trigga" Sellers Jr.  | 3:49 |
| 2. | "Ring Ding Dong"                                                                                       | Yoo Young-jin                                                       | Yoo Young-jin                                  | 3:52 |
| 3. | "Jo Jo"                                                                                                | Kenzie                                                              | Kenzie                                         | 3:38 |
| 4. | "Get Down" (Key + Minho (feat. Luna from f(x)))                                                        | Minho, Key, JQ, Big Tone, Ryan Jhun, Script Shepherd, Antwann Frost | Solomon Cortes, Script Shepherd, Charley Paige | 3:03 |
| 5. | "Shinee Girl"                                                                                          | Park Joon-ha                                                        | Park Joon-ha                                   | 3:16 |
| 6. | "Naega Saranghaetdeon Ireum (The Name)" (kor. 내가 사랑했던 이름 (The Name)) (Onew feat. Kim Yeon-woo) | Lee Sung-soo                                                        | Lee Sung-soo                                   | 4:36 |